# Епархия Сан-Карлоса

Западный Негрос (выделено красным)

Епархия Сан-Карлоса (лат. Dioecesis Sancti Caroli Borromeo) — епархия Римско-Католической церкви с центром в городе Сан-Карлос, Филиппины. Епархия Сан-Карлоса распространяет свою юрисдикцию на часть провинции Западный Негрос. Епархия Сан-Карлоса входит в митрополию Харо. Кафедральным собором епархии Сан-Карлоса является церковь святого Карло Борромео.

## История
30 марта 1987 года Римский папа Иоанн Павел II издал буллу Certiores quidem facti, которой учредил епархию Сан-Карлоса, выделив её из епархии Баколода.
Епархия была названа в честь святого Карло Борромео.

## Ординарии епархии
- епископ Nicolas M. Mondejar (21.11.1987 — 25.07.2001);
- епископ Хосе Фуэрте Адвинкула (25.07.2001 — 9.11.2011) — назначен архиепископом Каписа.
- епископ Gerardo Alimane Alminaza (14.09.2013 — по настоящее время).

## Источник
- Annuario Pontificio, Libreria Editrice Vaticana, Città del Vaticano, 2003, ISBN 88-209-7422-3
- Булла Certiores quidem facti  (лат.)